# Universitas Gadjah Mada

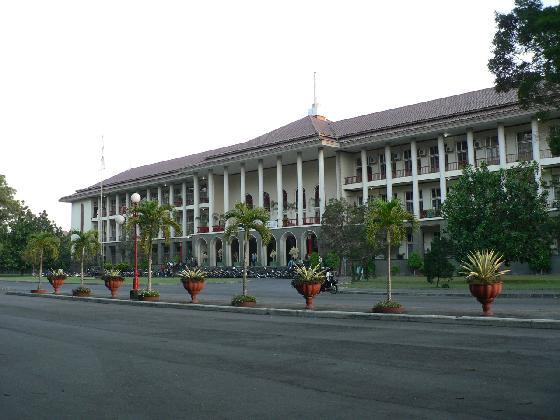
Hoofdgebouw van de Universitas Gadjah Mada

Universitas Gadjah Mada (UGM) is een Indonesische staatsuniversiteit in Jogjakarta.
De Universitas Gadjah Mada werd op 19 december 1949 gesticht als eerste universiteit na de formele onafhankelijkheid van Indonesië. Bij de oprichting had zij zes faculteiten, dit is nu tot achttien gegroeid.
Aan deze universiteit doceerde Piet Zoetmulder, expert in de Oud-Javaanse taal en literatuur.